# FREITAG

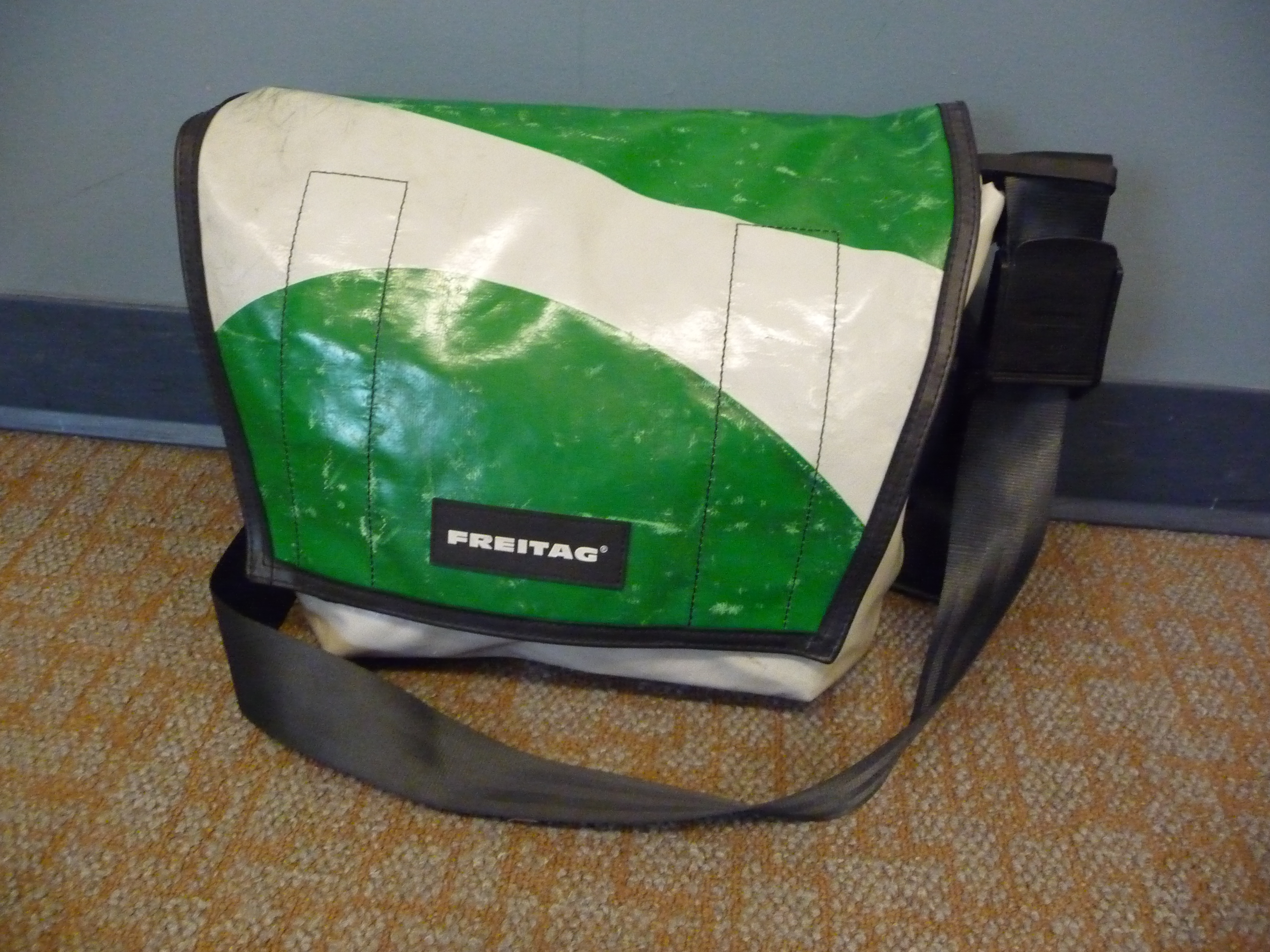
FREITAGのメッセンジャーバッグ

FREITAG（フライターグ）は、スイスのチューリッヒにあるメッセンジャーバッグのブランドである。トラックの幌を再利用して作られており、1つ1つ手作りされているため、この世に1つも同じ製品はない。現在カバンや財布、サッカーボールなどを含め40以上ものシリーズを生み出している。創業は1993年。2人の兄弟によって始められた。今では約220人の従業員を抱え、チューリッヒの工業地区に巨大な倉庫や工場、事務所を抱えている。
なお、日本語ではフライターグと"グ”を濁らせて発音しているが、実際ドイツ語ではフライタークとなる。ドイツ語のフライタークは英語のフライデイにあたる言葉だが、フレイト・タグ（Freight Tag / 貨物印）からフレイタグと発音されることもある。

## 歴史
1993年にMarkus FreitagとDaniel FreitagがFREITAGを創業。

## 材料と調達
FREITAGの製品は、再利用された物が多く使われている。トラックの幌、シートベルト、自転車のタイヤチューブ、車のエアバッグ等である。
使用済みのトラックの幌のためのマーケットというのは存在しないため、使用済みのトラックの幌の入手はかなり大変なようである。
色々な柄のトラックの幌を手に入れるため、FREITAGはトラックの幌を探すチームを社内に配置している。

## シリーズ
現在では40を超えるシリーズを持っている。
シリーズはMESSENGER, DOWNTOWN, WORK & RELAX,SUCCESSORIESと4つのグループに分かれている。
なおSUCCESSORIESのMAC SLEEVEは黄色と白色のみである。それは、MAC SLEEVEに使われている幌がトラックの屋根の部分に使われている、丈夫な幌であり、その幌はたいてい黄色と白色だからという。
フライターグの製品は世界各国の約450か所のセレクトショップなどのほか、ベルリン、ダヴォス（スイス）、ハンブルク、ケルン、ウィーン、ニューヨーク、チューリヒ、ローザンヌなどのフライターグ直営店で購入することができる。直営店は日本では東京、大阪、京都にある。現在でも、フライターグ兄弟がバッグのデザインを行っている。